# Згорілиця (притока Студеня)
Згорілиця — річка в Україні, в Малинському районі Житомирської області. Права притока Студеня (басейн Дніпра).

## Опис
Довжина річки приблизно 2,6 км.

## Розташування
Бере початок на південному сході від Дружнього. Тече переважно на південний схід і на північно-східній стороні від Рудні-Вороб'ївської впадає у річку Студень, ліву притоку Різні.